# Alpy Kitzbühelskie

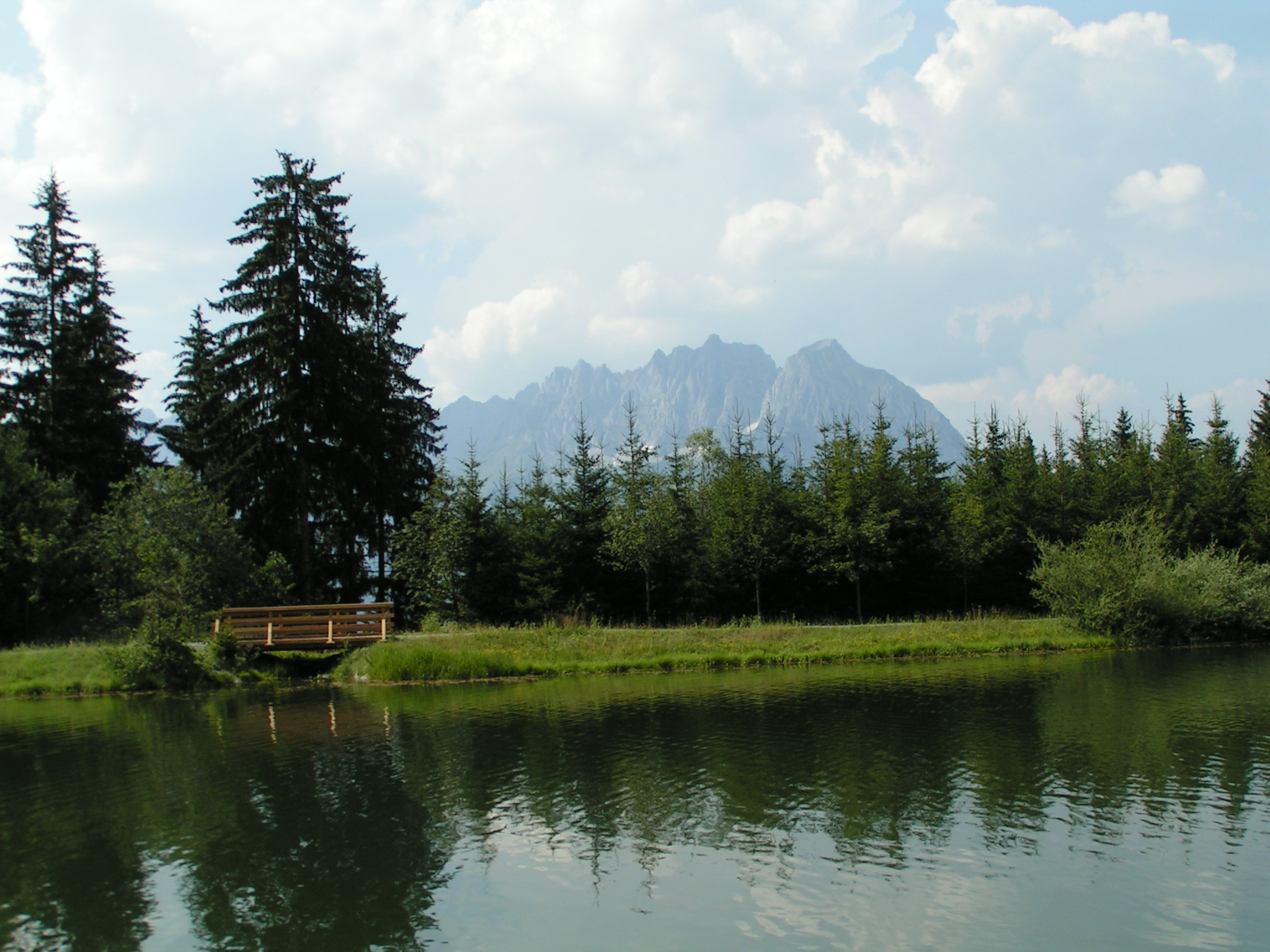
Widok na Kitzbüheler Horn

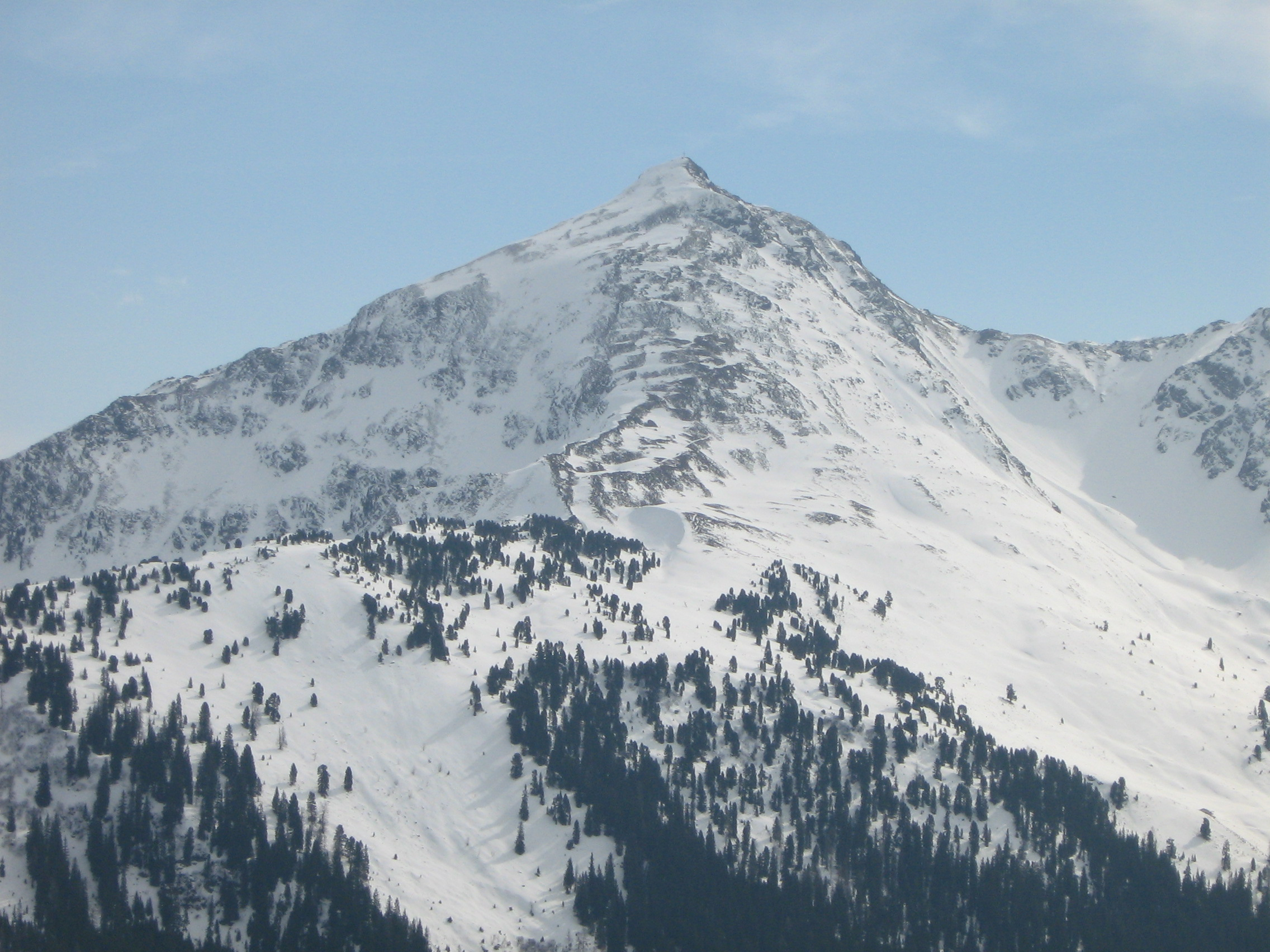
Großer Galtenberg

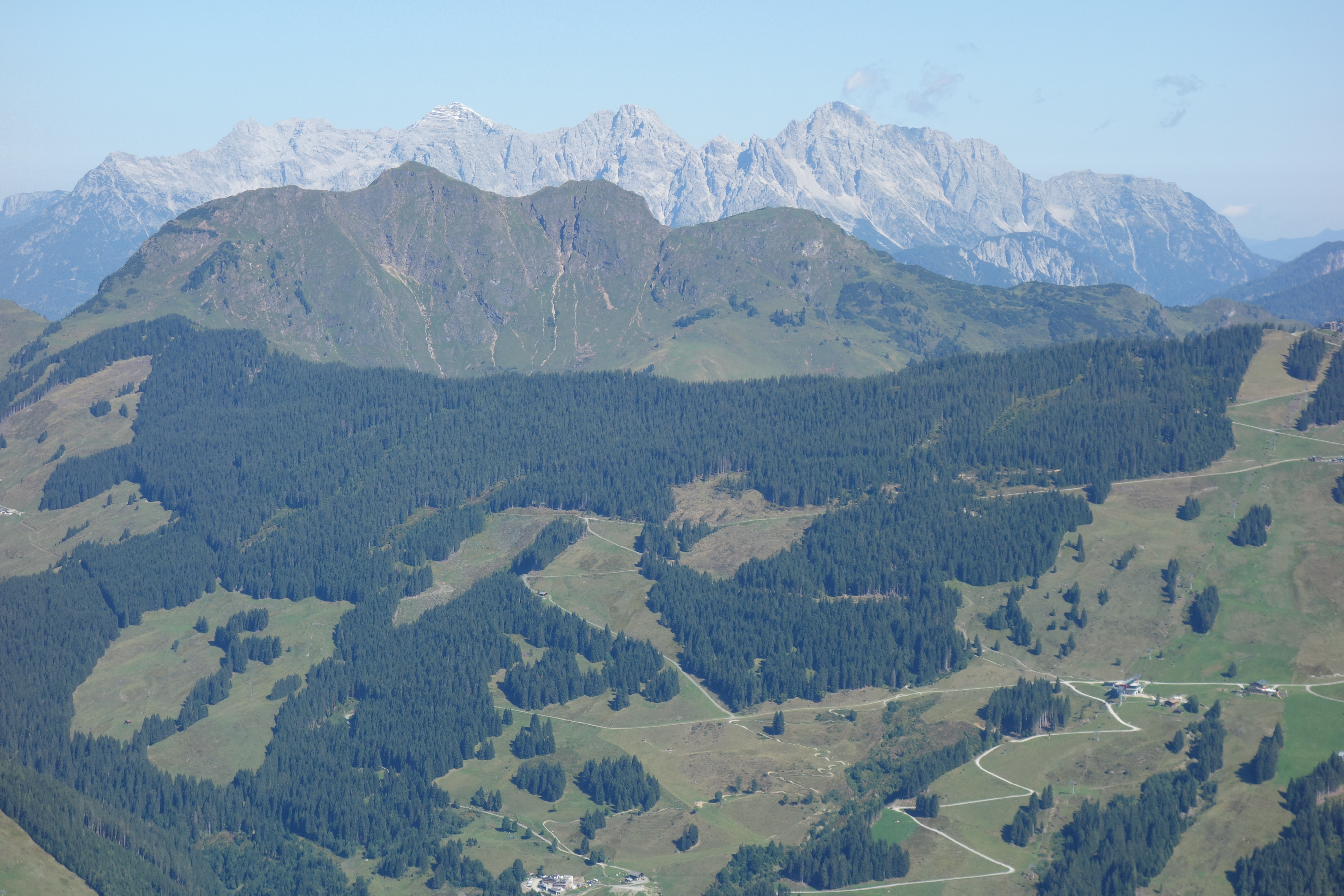
Spielberghorn

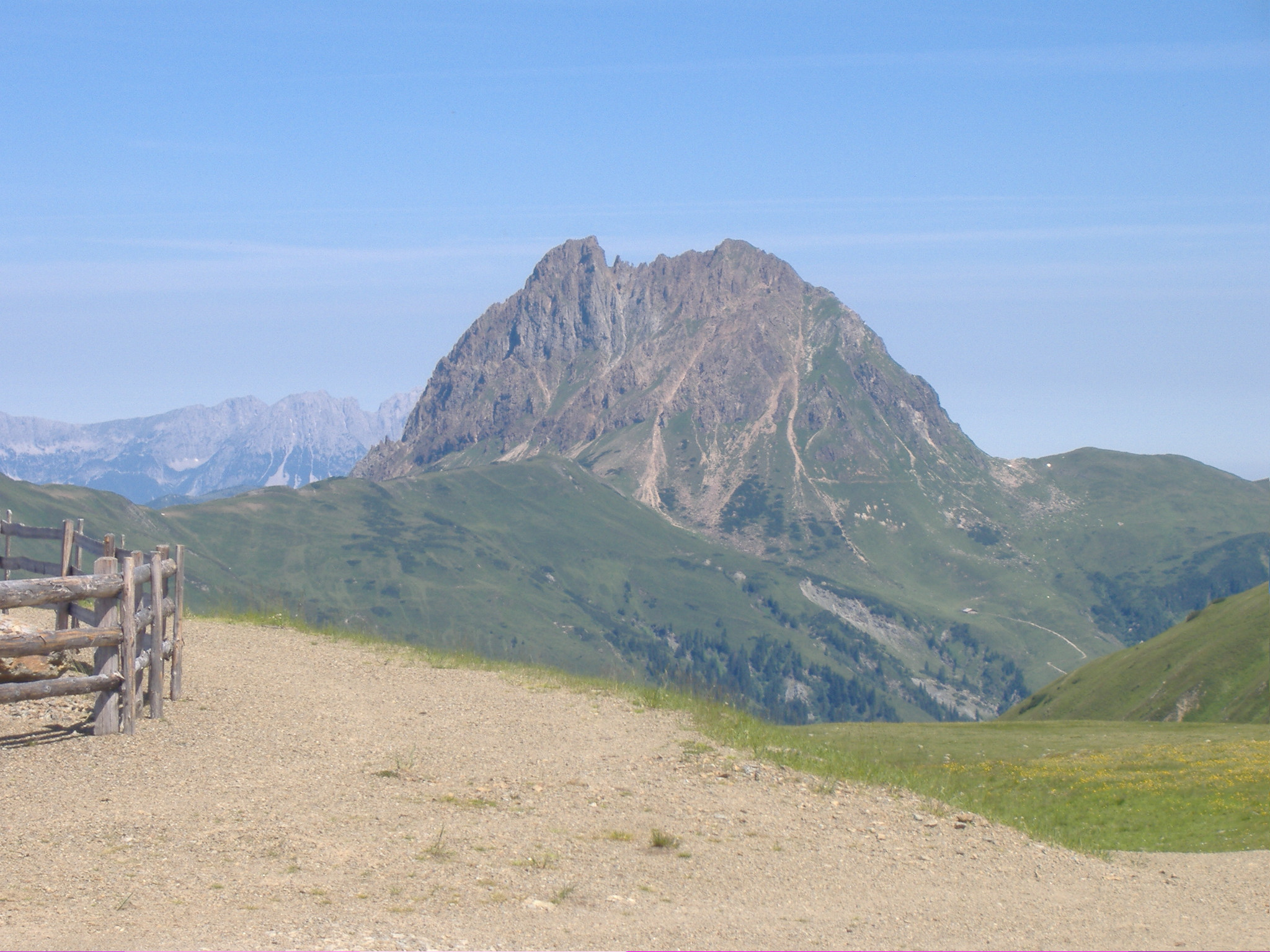
Grosser Rettenstein

Alpy Kitzbühelskie (niem. Kitzbüheler Alpen) – pasmo górskie w Alpach Wschodnich. Leży w Austrii, dwóch krajach związkowych: Tyrolu i  Salzburgu. Pasmo to rozciąga się od doliny Zillertal i Tuxer Alpen na zachodzie do rzeki Salzach i Zell am See na wschodzie. Graniczy z Kaisergebirge na północy, Loferer Steinberge i Leoganger Steinberge na północnym wschodzie, Alpami Salzburskimi na wschodzie, Glocknergruppe na południowym wschodzie, Granatspitzgruppe i Venedigergruppe na południu, Alpami Zillertalskimi na południowym zachodzie, Tuxer Alpen na zachodzie i Rofan na północnym zachodzie. Zajmują powierzchnię około 1900 km² i ciągną się przez 50 km z zachodu na wschód. Najwyższym szczytem jest Kreuzjoch (2558 m) leżący na zachodzie masywu.
Najwyższe szczyty:
- Kreuzjoch (2558 m),
- Torhelm (2494),
- Westliche Salzachgeier (2469 m),
- Kröndlhorn (2444 m),
- Großer Galtenberg (2425 m),
- Großer Rettenstein (2366 m),
- Geißstein (2363 m),
- Großer Beil (2309 m),
- Hochkogel (2249 m),
- Steinbergstein (2215 m),
- Gernkogel (2175 m),
- Wildseeloder (2118 m) ,
- Maurerkogel (2074 m),
- Ramkarkopf (2063 m),
- Kitzbüheler Horn (1996 m)
- Schmittenhöhe (1965 m),
- Kuhfeldhörndl (1942 m),
- Hohe Salve (1828 m).

Schroniska:
- Alpenrosehütte,
- Bamberger Hütte,
- Bochumer Hütte,
- Brechhornhaus,
- Bürglhütte,
- Erich-Sulke-Hütte,
- Erlahütte,
- Fritz-Hintermayr-Hütte,
- Gasthaus Steinberghaus,
- Hochhörndler-Hütte,
- Hochwildalmhütte,
- Kobingerhütte,
- Oberland Hütte,
- Wildkogelhaus,
- Wildseeloderhaus,
- Wolkensteinhaus.